# Bolesław Busiakiewicz
Bolesław Busiakiewicz (ur. 23 sierpnia 1890 w Łodzi, zm. 17 czerwca 1971 tamże) – dziennikarz prasowy i radiowy, krytyk muzyczny.

## Życiorys
Pracę dziennikarską podjął w „Nowym Kurierze Łódzkim” (1911–1918) w 1916 r. publikując rozprawkę o związanym z Łodzią poecie symboliście Antonim Szandlerowskim. Wcześniej publikował na łamach dziennika swoje wiersze np. Rezygnacja (18 XII 1915, NKŁ. Dział Literacki).
W 1919 r. przeniósł się do Poznania i tam w latach 1919–1934 pracował w „Gazecie Poznańskiej”, równocześnie w Rozgłośni Polskiego Radia w Poznaniu. Zajmował się tematyką muzyczną. Pisywał w czasopiśmie „Zdrój”. W 1925 r. kierował redakcją pisma „Tydzień Radiowy”. Na początku lat 30. XX w. pracował w toruńskiej rozgłośni Polskiego Radia.
W 1935 r. powrócił do Łodzi i do wybuchu II wojny światowej do 1 września 1939 r. był dziennikarzem „Kuriera Łódzkiego” i łódzkiej Rozgłośni Polskiego Radia, także spikerem radiowym. Redagował m.in. „Tydzień Radiowy” oraz czasopisma „Echa Teatralne” i „Tygodnik Artystyczny”. Po wyzwoleniu Łodzi spod niemieckiej okupacji, od 19 stycznia 1945 r. ponownie, aż do emerytury, był dziennikarzem Rozgłośni Polskiego Radia w Łodzi.
Nie był z wykształcenia ani muzykologiem, ani teoretykiem muzyki, ale jego dogłębne zainteresowania płytami i literaturą muzyczną spowodowały, że stał się erudytą–amatorem, nieprzeciętnym znawcą muzyki.
Był twórcą „Zagadek muzycznych” – najpopularniejszej w Polsce audycji radiowej poświęconej muzyce poważnej. Otrzymywał setki listów od radiosłuchaczy, którzy nie tylko rozwiązywali zagadki, ale podpowiadali również tematy kolejnych zagadek. Audycje Busiakiewicza opisał we fraszce J. Sztaudynger („Wieczorem, gdy ściąga gatki/Układa muzyczne zagadki”). Był posiadaczem bogatej kolekcji płyt gramofonowych, które prezentował często w audycjach radiowych.
W archiwum łódzkiej rozgłośni Polskiego Radia znajduje się audycja Zygmunta Gzelli opowiadająca o życiu i twórczości Bolesława Busiakiewicza.
W 1966 r. otrzymał Nagrodę Komitetu ds. Radia i Telewizji za całokształt działalności w dziedzinie radiowej publicystyki muzycznej i popularyzacji muzyki oraz w 40-lecie pracy radiowej i 50-lecie pracy publicystycznej.

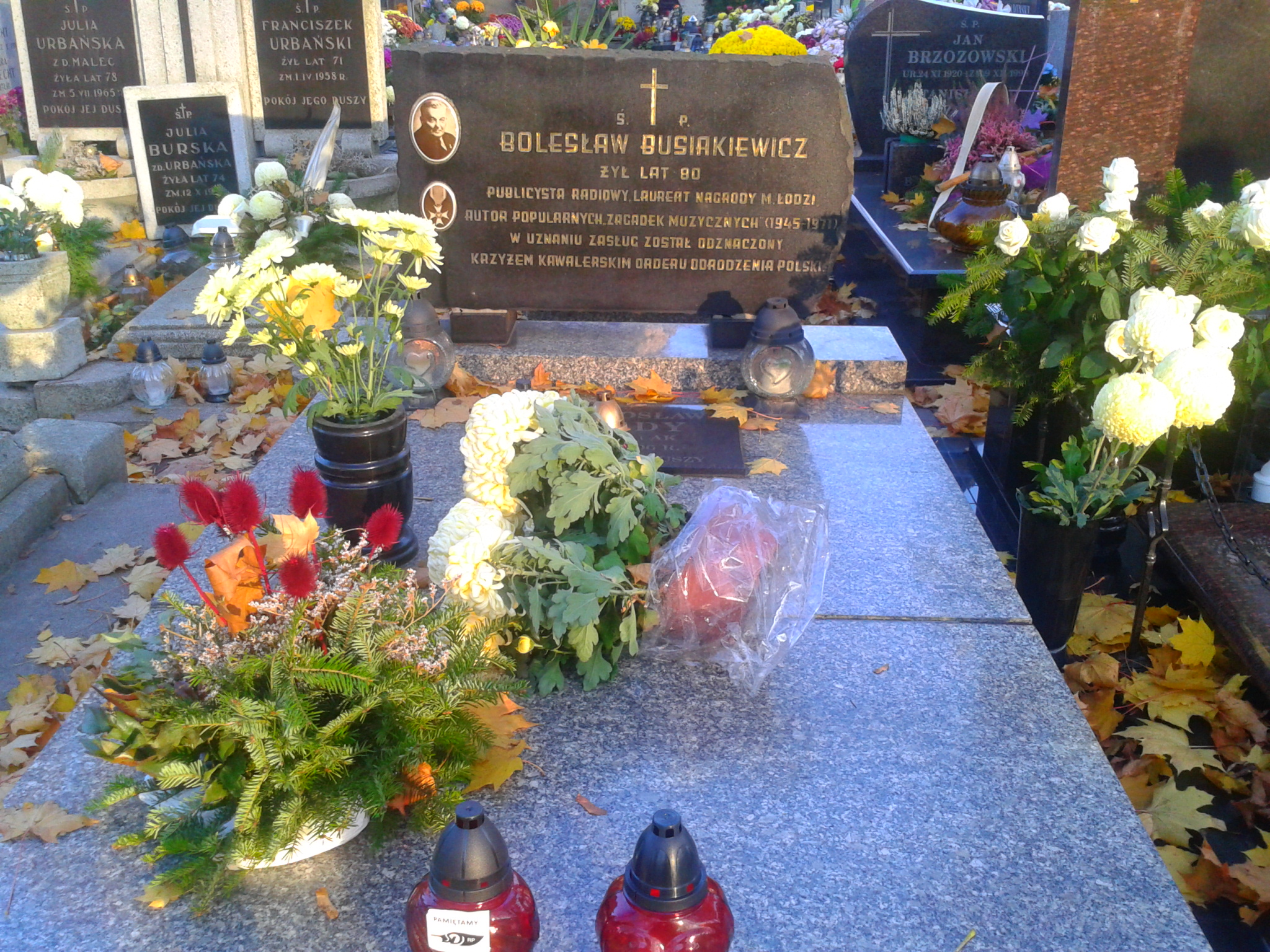
Grób B. Busiakiewicza na Starym Cmentarzu przy ul. Ogrodowej w Łodzi

Pochowany na Starym Cmentarzu przy ul. Ogrodowej w Łodzi.
Żona: poznańska śpiewaczka operowa i operetkowa - Helena Majchrzak (Majchrzak-Busiakiewicz) z którą ożenił się ok. 1933 roku.